# Pulsatilla aurea
Pulsatilla aurea är en ranunkelväxtart som först beskrevs av Somm. och Lev., och fick sitt nu gällande namn av Juzepczuk. Pulsatilla aurea ingår i släktet pulsatillor, och familjen ranunkelväxter. Inga underarter finns listade i Catalogue of Life.